# Toyokawa

Toyokawa (豊川市 Toyokawa-shi?) este un municipiu din Japonia, prefectura Aichi.